# Gelis inustus
Gelis inustus är en stekelart som först beskrevs av Johann Ludwig Christian Gravenhorst 1829.  Gelis inustus ingår i släktet Gelis och familjen brokparasitsteklar. Inga underarter finns listade i Catalogue of Life.